# Victim blaming
Pour les articles homonymes, voir Faute de la victime.
Le  victim blaming ou le fait de blâmer la victime, est une attitude qui consiste à tenir les victimes d'une agression ou d'une injustice pour responsables de ce qu'elles ont subi. La culpabilisation de la victime permet d'éviter de condamner l'agresseur, qui se voit accorder des circonstances atténuantes. Le concept a été forgé par la psychologie sociale. On parle aussi de double victimisation, pour rendre compte du fait qu'une personne est victime une première fois d'une violence, et une deuxième fois d'un discours qui la rend coupable d'avoir été agressée - par analogie avec la double peine.

## Historique
William Ryan (en) auteur en 1971 d'un essai intitulé Blaming the victim est à l'origine de la popularité de la locution « victim blaming ». W. Ryan décrit dans cet ouvrage le fait d'accabler une victime comme une idéologie utilisée conçue pour justifier le racisme et les injustices subies par les Afro-américains aux États-Unis : les Afro-Américains, accusés de paresse, étaient tenus pour responsables de leur condition socio-économique défavorable, sans prise en compte du racisme institutionnel aux États-Unis qui rend les chances inégales pour les Blancs et les Noirs.
Robert Crawford en 1977 dans une étude intitulée « "Vous mettez en danger votre santé" : l'idéologie et la politique consistant à blâmer les victimes » (« You are dangerous to your health: the ideology and politics of victim blaming ») considère que cette idéologie du blâme des victimes a émergé aux États-Unis à la suite de l'augmentation des coûts des soins de santé. 
La banque de données en santé publique définit le fait de blâmer la victime comme l'ensemble des « activités, dans le champ de la santé, fondées sur la croyance que l'individu est principalement si ce n'est exclusivement responsable de sa santé et de ses problèmes de santé, discours qui provoque un sentiment de culpabilité. En d'autres termes, l'individu est le principal responsable ; ainsi, l'influence des facteurs sociaux et environnementaux est ignorée ».

## Exemples
Il est souvent question de la culpabilisation de la victime « dans des circonstances d'agression sexuelle, de violence conjugale, de racisme et de pauvreté », selon le Grand dictionnaire terminologique. 
Un exemple classique de « victim blaming » est celui d'une femme agressée à qui on reproche d'avoir aguiché son violeur par sa tenue vestimentaire,. 
Un autre exemple courant est celui d'un travailleur dont le salaire est bas, et que l'on blâme parce qu'il s'est endetté, alors qu'il n'avait pas d'autre moyen de survivre.
Un autre exemple est celui d'indépendantistes victimes d'attaques, et que l'on blâme parce qu'ils auraient « trop fait bouger les choses » et donc provoqué leurs agresseurs.
Un autre exemple peut-être trouvé dans les situations de harcèlement scolaire dans lesquelles on recherche des caractéristiques chez la victime qui auraient causé son harcèlement.

## Analyses

### Mécanisme de défense
Blâmer la victime peut s'expliquer par le fait qu'il est difficile psychologiquement de reconnaître que l'agresseur a pu se livrer à des actions malsaines, violentes, injustes. Aussi certaines personnes se protègent contre des révélations choquantes en niant le problème, et en mettant la faute sur la victime.  

### Croyance au libre arbitre
Le fait de nous croire libres dans nos choix nous conduit à penser que nous pouvons contrôler, provoquer ou éviter la plupart des événements qui surviennent dans notre vie. Cette croyance implique que  « nous méritons ce qui nous arrive », que «  de bonnes choses arrivent aux bonnes personnes et de mauvaises choses arrivent aux personnes mauvaises », elle favorise l'attitude consistant à blâmer la victime.  

### Biais d'attribution
Le victim blaming est une des formes du biais d'attribution. En blâmant la victime, on attribue la cause de son malheur à une caractéristique personnelle, plutôt qu'aux circonstances ou à des facteurs sociaux.

### Neutralisation de la culpabilité
Le report de la faute sur la victime est l'une des formes du désengagement moral ou de la neutralisation de la culpabilité par lesquels des individus ou des groupes nient leur agressivité, et « neutralisent » des valeurs morales qui devraient les conduire normalement à condamner certains actes.

## Conséquences
La culpabilisation de la victime «aggrave le traumatisme et accentue les sentiments d’isolement, d’impuissance et d’insécurité vécus par les victimes». 
De plus, elle individualise les problèmes sociaux, en les présentant comme liés aux défauts personnels des victimes, plutôt qu'à des dysfonctionnements systémiques. Enfin, elle érode les liens de solidarité entre victimes.

## Dénonciation
La dénonciation du victim blaming est un sujet important de la troisième vague féministe, par exemple par le biais des SlutWalk.